# Bunnell
Bunnell è un comune degli Stati Uniti d'America, situato in Florida, nella Contea di Flagler, della quale è il capoluogo.